# Bärsjön (Knutby socken, Uppland)
Bärsjön är en sjö i Uppsala kommun i Uppland och ingår i Skeboåns huvudavrinningsområde.